# Ardipithecus ramidus
Ardipithecus ramidus è una specie di ominide del genere Ardipithecus.
È stato scoperto nel 1992-1993 nel sito di Asa Koma, nella valle del medio Auasc, nella depressione dell'Afar in Etiopia.
In letteratura sono riportate due specie di Ardipithecus: l'A. ramidus, vissuto circa 4,4 milioni di anni fa, all'inizio del Pliocene, e l'A. kadabba datato a 5,6 milioni di anni (tardo Miocene).

## Ritrovamenti
Il merito della scoperta va a Tim White e a due suoi allievi, Berhane Asfaw e Gen Suwa. I resti ritrovati di Ardipithecus ramidus (ARA-VP siti 1, 6 e 7) risalgono a circa 4 milioni e mezzo di anni fa.
Si tratta di 17 individui differenti. Tra i fossili sono presenti i denti di diversi individui, una parte della mascella inferiore di un giovane, i frammenti di un cranio e parti delle ossa del braccio di tre individui differenti. Le ossa delle articolazioni superiori, in particolare, rivelano delle caratteristiche anatomiche più vicine ai primati non umani che al genere Homo, come ad esempio, le braccia più lunghe ed i piedi prensili. Si tratta in effetti di una specie molto prossima alle scimmie, nell'aspetto come nelle abitudini. Questa specie è in continuità filogenetica con il genere Homo, dunque Ardipithecus sarebbe, in senso evolutivo, nostro diretto antenato.

## Localizzazione

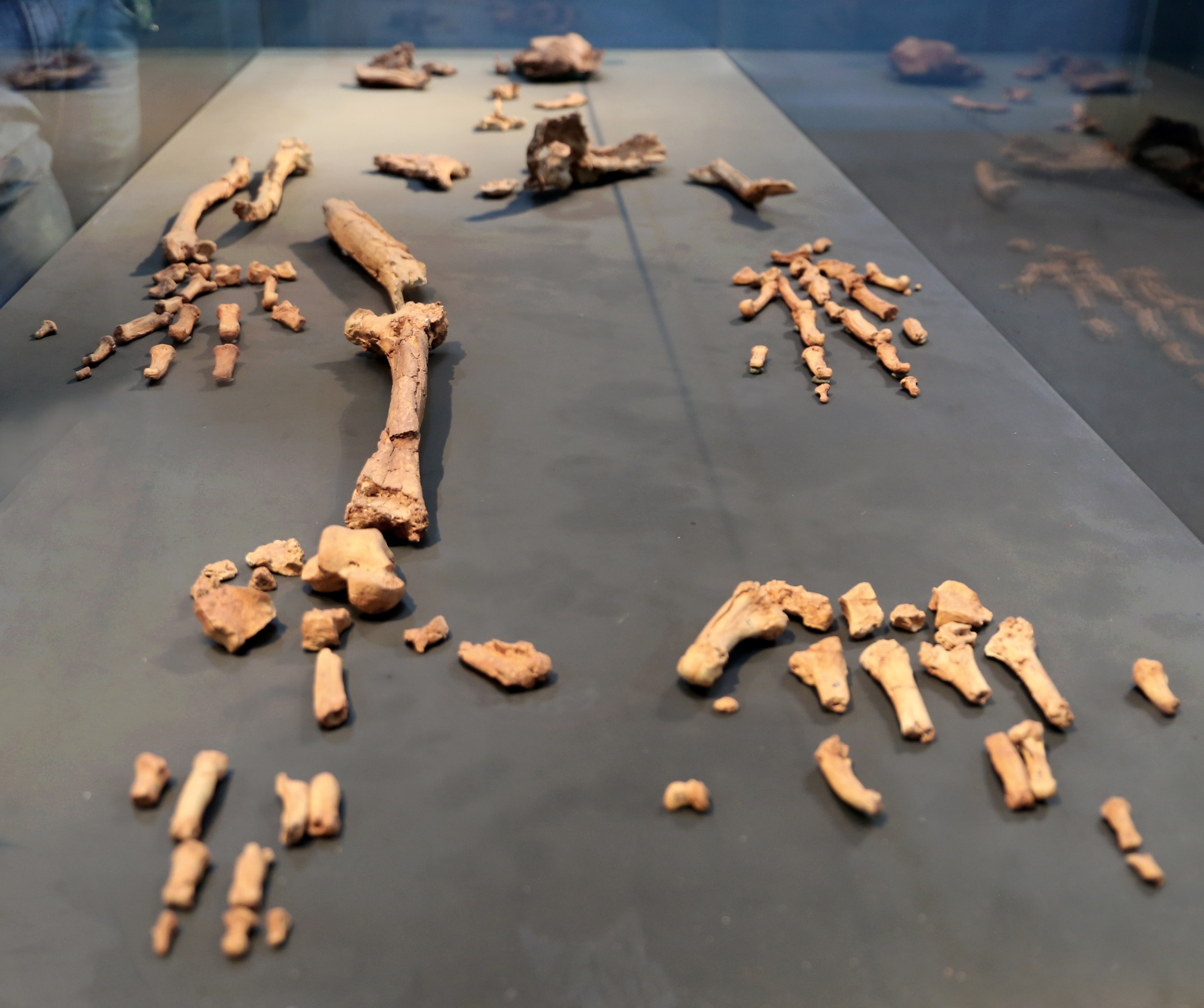
I resti di Ardi esposti al Museo nazionale dell'Etiopia

- Aramis, un sito archeologico vicino al fiume Auasc, in Etiopia, dove nel 1994 furono ritrovati i resti fossilizzati di un ominide noto come Ardi, uno dei più antichi e meglio conservati resti fossili ominidi[7][8][9].